# Крістіан Фрідріх Шенбейн
Крістіан Фрідріх Шенбейн (нім. Christian Friedrich Schönbein; 18 жовтня 1799, Метцинген, Баден-Вюртемберг — 29 серпня 1868, поблизу Баден-Бадена) — німецько-швейцарський хімік, автор назви для науки геохімія.

## Біографія
Навчався в Тюбінгенському і Ерлангенському університетах. Працював у Швейцарії, професор Базельського університету (з 1828), відкрив озон (1839), піроксилін (1845).
Перші його роботи були присвячені вивченню питання про пасивність заліза і пов'язаним з цим питанням електрохімічним дослідженням. У 1840 році під час дослідження окислення білого фосфору і електролізу води виділив хімічним шляхом озон. Про існування озону було відомо з 1785 року з дослідів Мартіна Ван Марума про пропускання електричної іскри через кисень, Шенбейн описав хімічні методи отримання озону і дав йому назву від грецького слова дав.-гр. ózō («пахну») через його характерний запах. Озону присвячена його книга «Отримання озону хімічними способами» (нім. Ueber die Erzeugung des Ozon auf chemischem Wege) (Базель, 1844).
Подальші роботи Шенбейна стосуються відкриття їм нітросахарину, нітроаміду, піроксиліну (1845) і колодія. Існує історія про те, що Шенбейн відкрив піроксилін випадково. Під час експериментів з азотною кислотою він розлив її на фартух дружини і став сушити його біля печі, але фартух раптово вибухнув. При взаємодії бавовни фартуха з азотною кислотою утворилася нітроцелюлоза, що за своїми вибуховими властивостями перевершує порох. Шенбейн перший розробив прийнятний спосіб отримання нітроцелюлози. Були спроби застосувати її для виробництва «бездимного пороху», проте вони не увінчалися успіхом через високу вибухонебезпечність речовини. Вже після смерті Шенбейна англійські хіміки Фредерік Август Абель і Джеймс Дьюар на основі нітроцелюлози та нітрогліцерину розробили кордит, який використовувався як пороховий елемент у вогнепальній зброї й артилерії.
Велика частина його робіт надрукована в «Verhandlungen der Naturforschenden Gesellschaft in Basel» і в «Poggendorff's Annalen». Окремо їм видано: «Das Verhalten des Eisens zum Sauerstoff» (Базель, 1837); «Beiträge zur physik. Chemie» (ib., 1844); «Ueber die langsame und rasche Verbrennung der Körper in atmosphärischer Luft» (ib., 1845). Його біографію написав Hagenbach (Базель, 1868).